# Abarischer Punkt
Als abarischen Punkt (von altgriechisch ἀ- a- „un-, ohne“ und βαρύς barýs „schwer“) bezeichnet man in der Physik den Punkt zwischen zwei Massen, in dem sich ihre Anziehungskräfte aufheben. Dieser Punkt liegt grundsätzlich näher an der leichteren Masse. Da der abarische Punkt aus geometrischen Gründen immer auf der Verbindungslinie zwischen beiden Massenmittelpunkten liegt, reduziert sich das Problem auf ein eindimensionales.

## Abgrenzung
Da im abarischen Punkt zwischen zwei einander umkreisenden Himmelskörpern keine Gravitationskraft wirkt, wirkt an diesem Punkt auch keine Kraft der Zentrifugalkraft eines Körpers entgegen. Deshalb kann sich ein Körper ohne Antrieb nicht dauerhaft auf dem abarischen Punkt zwischen zwei Himmelskörpern bewegen. Für die Raumfahrt ist der abarische Punkt deswegen weitgehend irrelevant. Seine Berechnung spielt vor allem eine Rolle als Übungsaufgabe im schulischen Physikunterricht.
Eine synchrone Umlaufbahn eines Körpers zwischen zwei Himmelskörpern ist im Lagrange-Punkt L1 möglich. Dieser liegt etwas näher am massenreicheren Himmelskörper als der abarische Punkt, so dass dessen etwas größere Anziehungskraft einen Körper im Lagrange-Punkt L1 in einer Umlaufbahn halten kann. Der abarische Punkt darf auch nicht mit dem gemeinsamen Baryzentrum verwechselt werden, welches immer näher am Schwerpunkt des massereicheren Objekts liegt. Das Baryzentrum des Systems Erde–Mond (der Erde-Mond-Schwerpunkt) liegt beispielsweise im Erdinneren.

## Berechnung
Die Berechnung des abarischen Punkts erfolgt über die Gleichsetzung der Anziehungskräfte {\displaystyle F}, die die beiden Massen auf einen Versuchskörper der Masse {\displaystyle m_{\mathrm {K{\ddot {o}}rper} }} im abarischen Punkt ausüben. Die Masse des Versuchskörpers kürzt sich bei der Berechnung heraus und ist somit irrelevant.

### Beispiel
Berechnung des abarischen Punktes zwischen Erde und Mond:
{\displaystyle {\begin{aligned}F_{\text{Erde}}&=F_{\text{Mond}}\\\Leftrightarrow \gamma \cdot {\frac {m_{\mathrm {K{\ddot {o}}rper} }\cdot M_{\text{Erde}}}{r_{1}^{2}}}&=\gamma \cdot {\frac {m_{\mathrm {K{\ddot {o}}rper} }\cdot M_{\text{Mond}}}{r_{2}^{2}}}\\\Leftrightarrow {\frac {M_{\text{Erde}}}{r_{1}^{2}}}&={\frac {M_{\text{Mond}}}{r_{2}^{2}}}\end{aligned}}}
mit
- der Gravitationskonstanten {\displaystyle \gamma } aus dem Newtonschen Gravitationsgesetz
- dem Abstand {\displaystyle r_{1}} des Erdmittelpunktes (Geozentrum) vom abarischen Punkt
- dem Abstand {\displaystyle r_{2}} des Mondmittelpunktes vom abarischen Punkt.

Da die Masse der Erde ca. 81-mal größer als die des Mondes ist:
{\displaystyle M_{\text{Erde}}\approx 81\cdot M_{\text{Mond}}}
gilt:
{\displaystyle \Rightarrow {\frac {M_{\text{Erde}}}{M_{\text{Mond}}}}=\left({\frac {r_{1}}{r_{2}}}\right)^{2}=81\quad \Rightarrow \quad r_{1}=9\cdot r_{2}}
Der abarische Punkt des Erde-Mond-Systems liegt somit bei etwa 1/10 des Gesamtabstands {\displaystyle r_{1}+r_{2}} zwischen Mond- und Erdmittelpunkt. Mit der Näherung, dass der Abstand der beiden Himmelskörper ungefähr 60 Erdradien beträgt, erhält man, dass der abarische Punkt im System Mond–Erde bei 54 Erdradien vom Erdmittelpunkt bzw. bei 6 Erdradien vom Mondmittelpunkt liegt. Der abarische Punkt befindet sich also im Weltraum zwischen den beiden Himmelskörpern, und zwar wesentlich näher beim Mond als bei der Erde.